# Celtis laevigata
Celtis laevigata är en hampväxtart som beskrevs av Carl Ludwig von Willdenow. Celtis laevigata ingår i släktet Celtis och familjen hampväxter.

## Underarter
Arten delas in i följande underarter:
- C. l. brevipes
- C. l. reticulata
- C. l. texana

## Bildgalleri

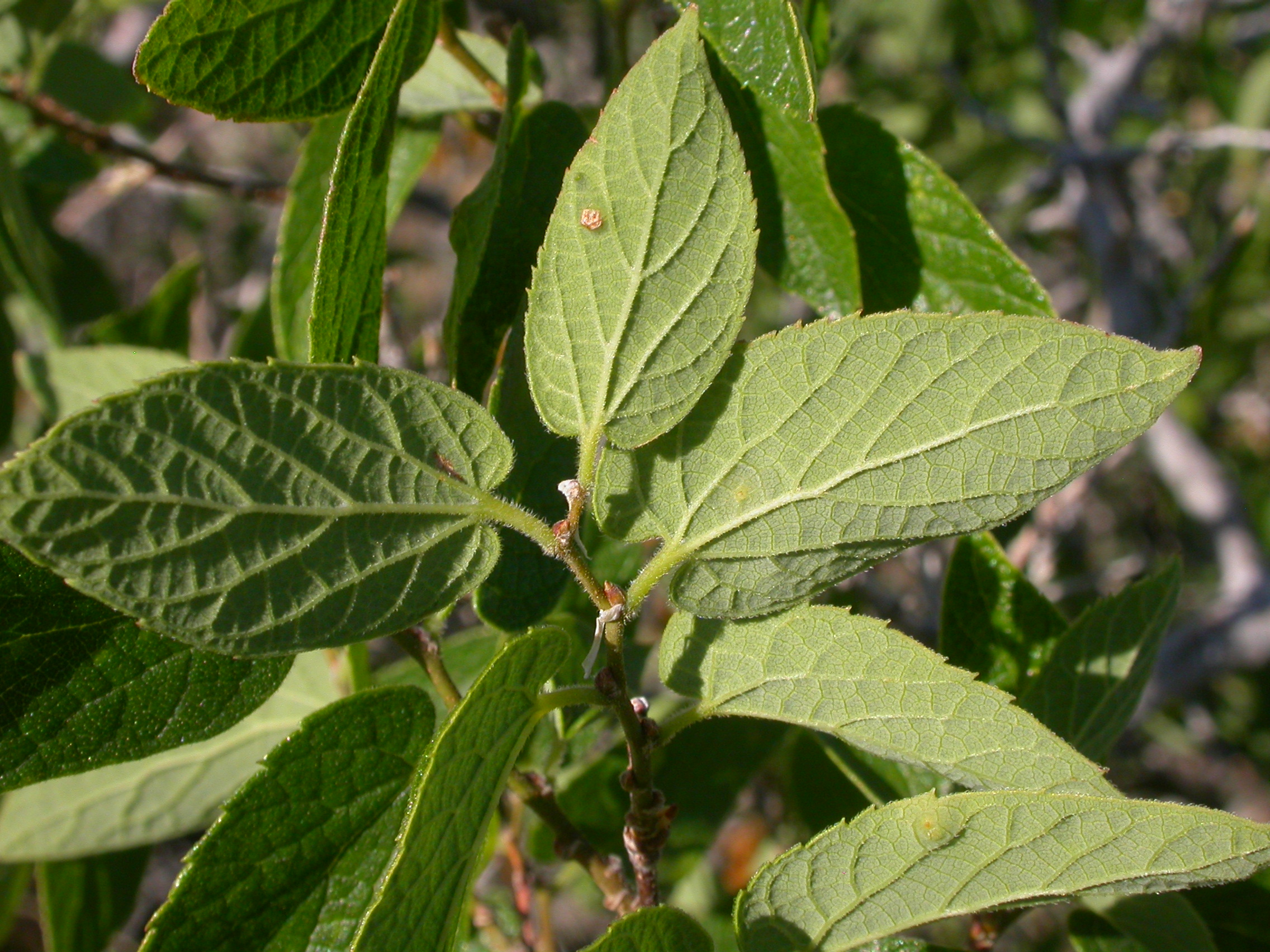
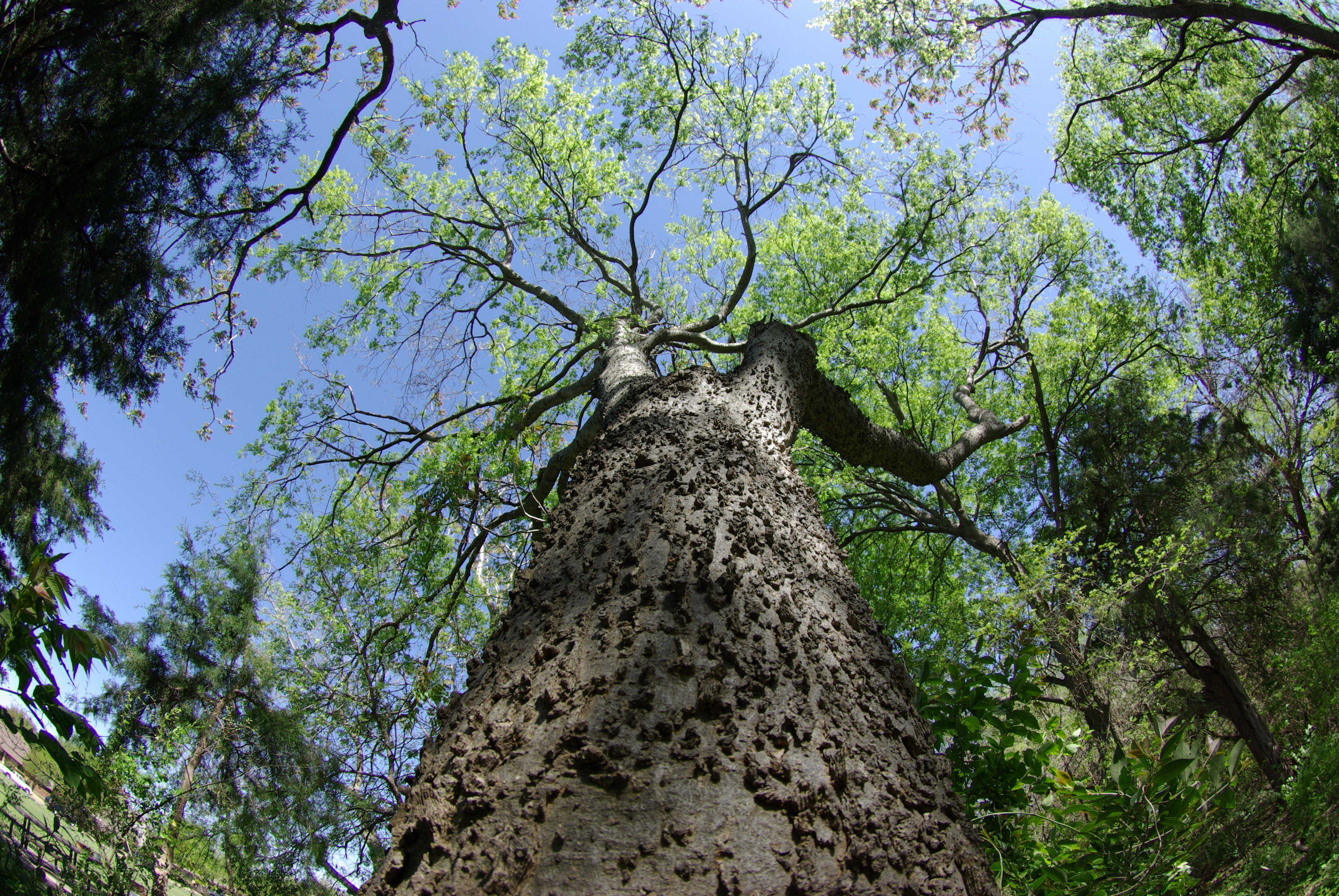
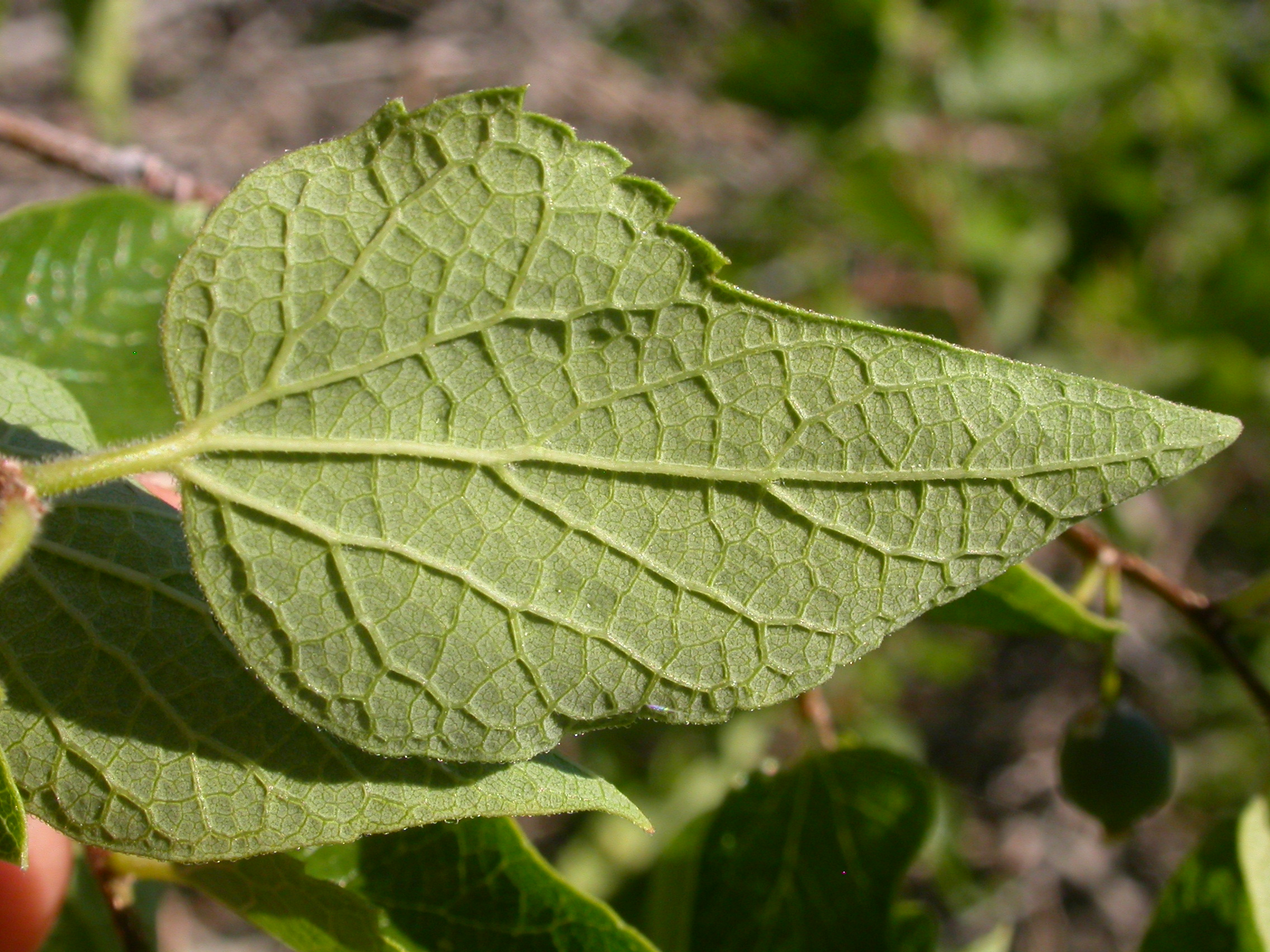
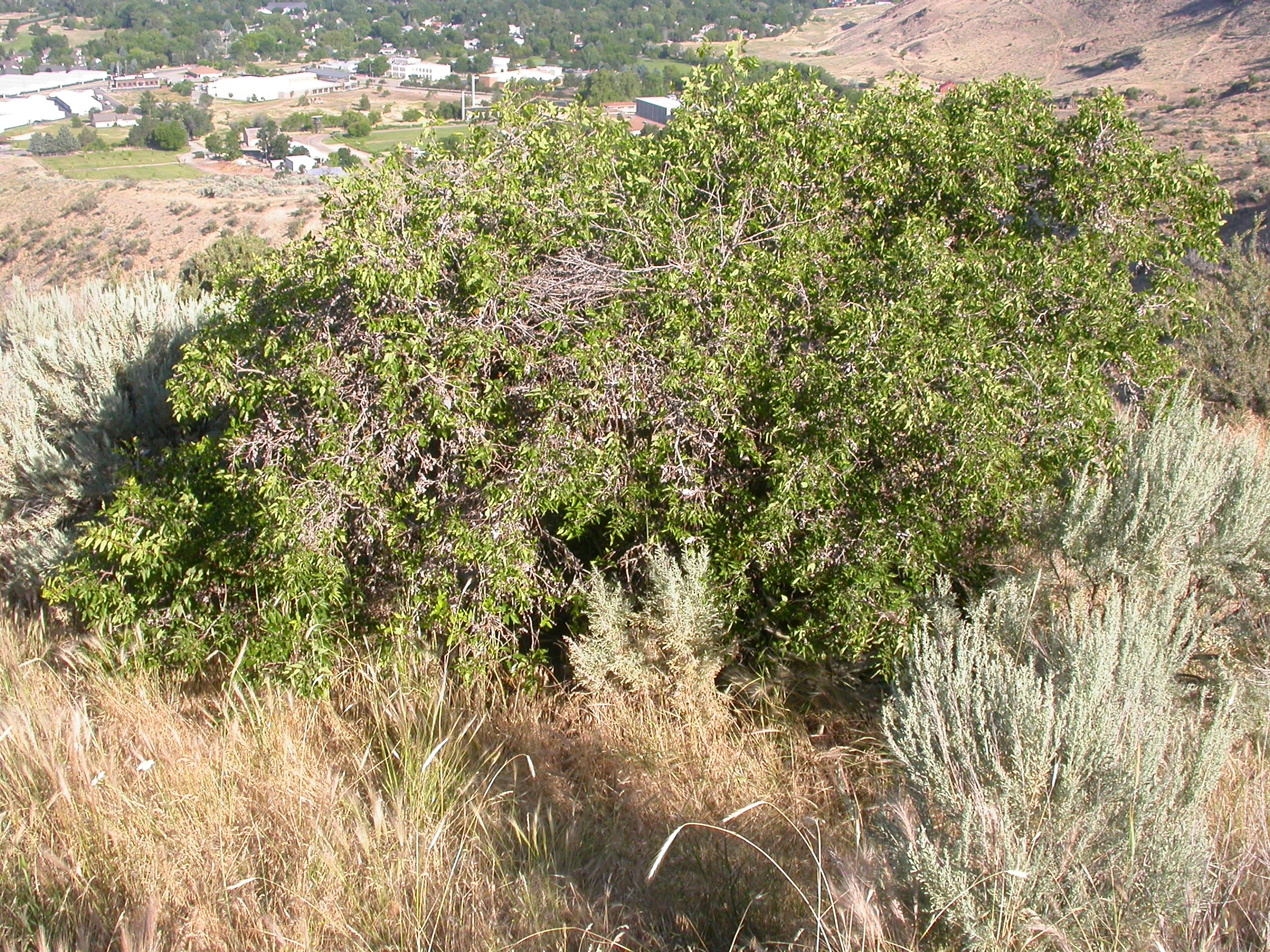
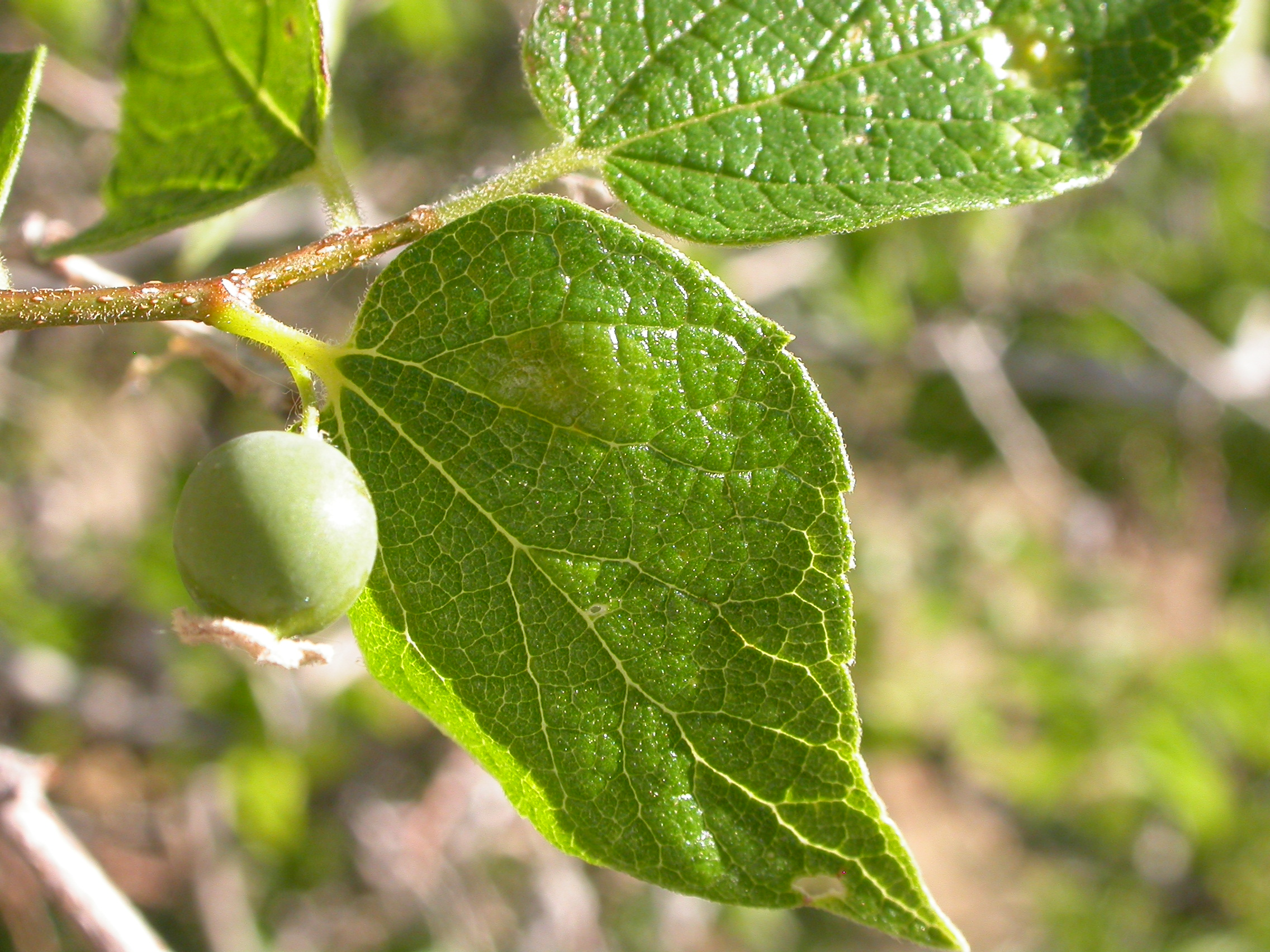
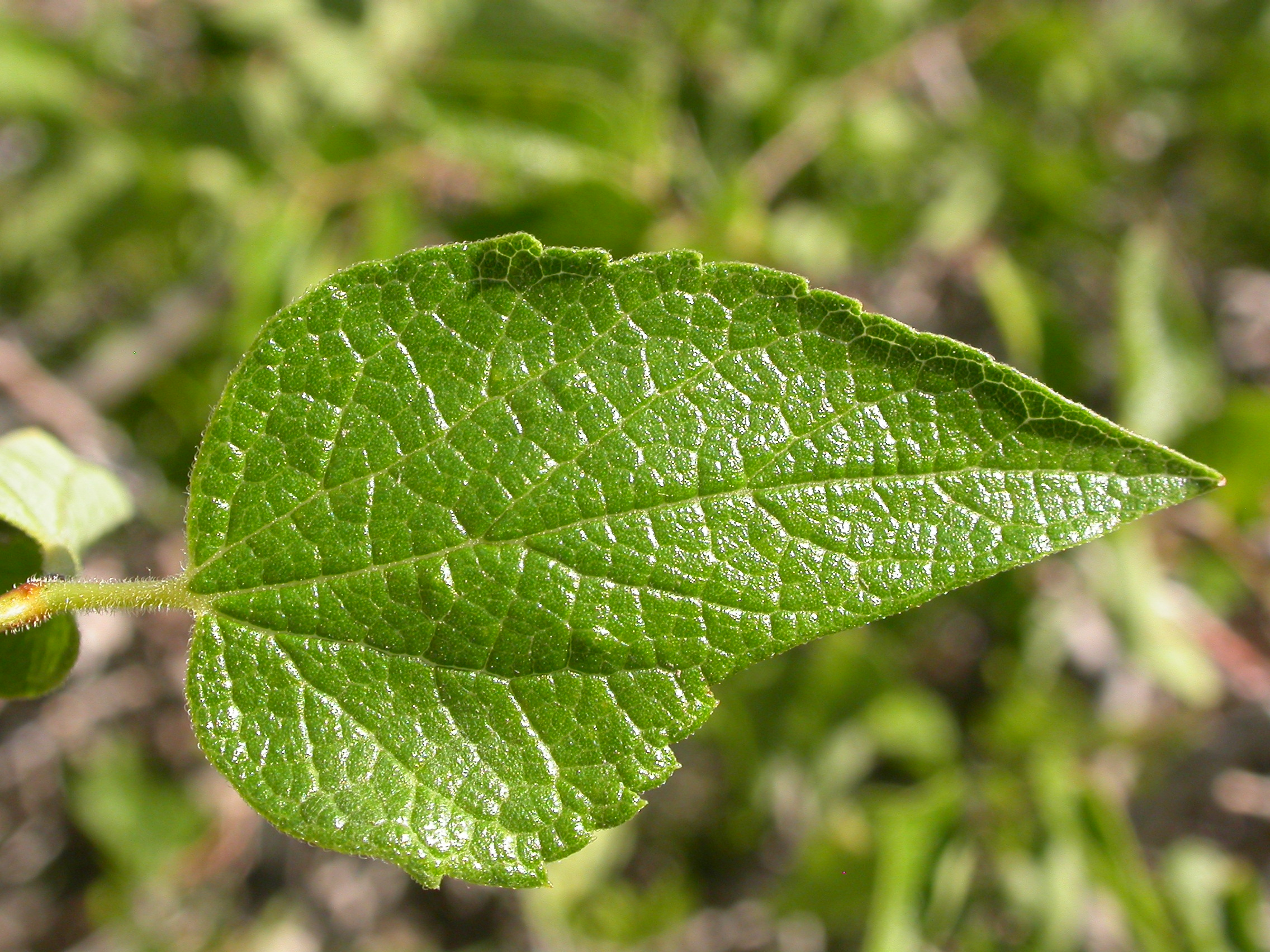